# Pisică albă, pisică neagră
Pisică albă, pisică neagră, menționat uneori Pisica albă, pisica neagră, (în sârbă Црна мачка, бели мачор, în sârbocroată Crna mačka, beli mačor) este un film comedie romantică din 1998 regizat de Emir Kusturica. A câștigat Leul de argint pentru cea mai buna regie la Festivalul de Film de la Veneția. Traducere literală a titlului este de fapt „Pisica Neagră, Motanul Alb”. Personajele filmului vorbesc în limba romani, sârbă, bulgară și - adesea se schimbă între ele.

## Distribuție
- Bajram Severdžan ca Matko Destanov
- Srđan Todorović ca Dadan Karambolo
- Branka Katić ca Ida
- Florijan Ajdini ca Zare Destanov
- Ljubica Adžović ca Sujka
- Zabit Memedov ca Zarije Destanov
- Sabri Sulejmani ca Grga Pitić
- Jasar Destani ca Grga Veliki
- Salija Ibraimova ca Afrodita